# Уокоп, Артур Гренфелл
Сэр Артур Гренфелл Уокоп (англ. Sir Arthur Grenfell Wauchope; 1 марта 1874, Эдинбург — 14 сентября 1947, Лондон) — британский военный и политический деятель, генерал Британской армии, Верховный комиссар Палестины в 1931—1938 годах.

## Биография
Окончил Рептонскую школу, в 1893 году призван в Британскую армию, в Аргайл-сатерлендский хайлендский полк. С января 1896 года служил во 2-м батальоне Чёрной стражи. С 1899 года проходил службу в Южной Африке и участвовал в войне против буров — а именно в боях в Капской колонии, к югу от реки Оранжевой. В составе британских войск участвовал в операции по прорыву осады города Кимберли: на пути к городу 11 декабря 1899 года его полк вступил в бой с бурами у Магерсфонтейна, а Уокоп получил несколько тяжёлых ранений. Позже он был упомянут в донесении и награждён орденом «За выдающиеся заслуги». В апреле 1902 года Уокоп был включён в состав воинского штаба в качестве дополнительного адъютанта для сэра Уолтера Хели-Хатчинсона, губернатора Капской колонии и командующего войсками колонии.
Во время Первой мировой войны Уокоп был командиром 2-го батальона полка Чёрной стражи и воевал во Франции и Месопотамии. После окончания войны он был переведён во 2-ю Силезскую бригаду — часть британского воинского контингента в Верхней Силезии в Германии. В 1923 году включён в Заморскую делегацию в Австралии и Новой Зеландии (англ. Overseas Delegation to Australia and New Zealand) в качестве военного представителя, а в 1924 году возглавил Британский отдел Военной межсоюзной комиссии по контролю над Берлином. С 1927 года — командир 44-й пехотной дивизии Домашних графств, с 1929 года — начальник Североирландского военного округа и штаба Британских войск в Северной Ирландии.
В 1931—1938 годах — Верховный комиссар Палестины, командующий войсками в Подмандатной Палестине и эмирате Трансиордания. По оценке сионистского движения, администрация Уокопа относилась к его представителям с симпатией. В 1941 году бывший руководитель отдела иммиграции в Подмандатной Палестине Альберт Монтефиоре Хайамсон писал, что первые четыре года работы Уокопа были «расцветом сионистской истории в Палестине». Еврейское население к тому моменту выросло со 174 606 до 329 358 человек; площадь земель, принадлежащих еврейским поселенцам, также выросла с 18 585 дунамов (4646 акра) в 1931 году до 72 905 дунамов в 1935 году; экономика еврейских предприятий пережила бум. Развивая общественную работу, инфраструктур и строительство, сам Уокоп в то же время действовал крайне слабо и неуверенно на первых этапах поднятого арабами Великого Палестинского восстания.
В отставку вышел в 1938 году. С 28 августа 1940 года по 1 марта 1946 года — командир полка Чёрной стражи.

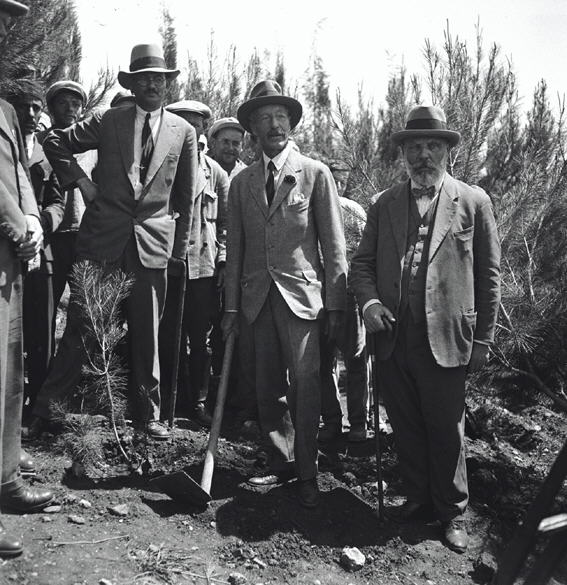
Уокоп на встрече с Менахемом Усышкиным в Палестине в 1928 году
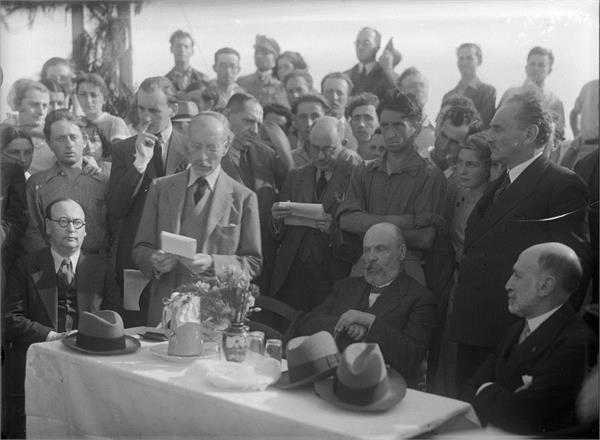
Уокоп выступает в Кфар ха-Хореш[англ.] в 1936 году